# ミナミマグロ
ミナミマグロ（南鮪、学名 Thunnus maccoyii）は、スズキ目サバ科に分類される魚の一種。和名通り南半球の中緯度海域に広く分布するマグロである。
インド洋で多く漁獲されることから、日本ではインドマグロとも呼ばれる。漁獲されたものは食用として日本に多く輸入される。人気が高いが、マグロ類の中でも特に絶滅が危惧されている種類にもなっている。

## 特徴
成魚は最大で全長245 cm・体重260 kgに達する。マグロ8種の中ではメバチ、キハダと並ぶ中型種で、タイセイヨウクロマグロ、クロマグロに次ぐ大きさである。
メバチやキハダよりも胸鰭が比較的短く、第二背鰭まで達しない。体表は胸甲部以外も小さな鱗に覆われる。体色は背面が濃い藍色、側面と腹面が銀白色をしている。各鰭は第一背鰭が黄灰色、第二背鰭が赤褐色、小離鰭が黄色、尾鰭の付け根の水平隆起線（尾柄キール）は黄白色をしている。

### 生態
太平洋・インド洋・大西洋の南半球のみに分布する。主に南緯30度から60度にかけての中緯度海域に多い。比較的温暖な海域ではメバチやビンナガと分布域が重複する。また、マグロに似たサバ科の大型魚であるガストロはミナミマグロと同様の分布を示す。
外洋域の中層に生息し、群れをなして広範囲を回遊する。食性は肉食性で、他の小魚、甲殻類、頭足類、サルパなど小動物を幅広く捕食する。
オーストラリア北西・ジャワ島南方の暖海域が産卵場として知られており、繁殖に参加する成魚と幼魚は水温20-30℃の表層水域で見られる。

## 人間との関わり
ミナミマグロは延縄、巻き網などの遠洋漁業で漁獲され、その大部分が日本で消費されている。漁獲量は1960年代から年間5万t前後、1980年代後半からは2万t前後で推移している。身は脂肪が多く、日本ではクロマグロに次ぐ高級品として珍重されている。刺身や寿司種に利用される。
ただし、漁獲の結果として50年余りで92%もの個体数減少が起こったとされている。IUCNのレッドリストでは、1994年に"CR"(Critically endangered)、マグロ類のみならず野生動物としても最も絶滅が危惧されている動物の一つとして記載された。このまま漁獲を続けると、100年以内に個体数が500匹を下回るともいわれる。
1994年には主要な漁業国だった日本・オーストラリア・ニュージーランド三国によって「みなみまぐろ保存委員会」（CCSBT - Commission for the Conservation of Southern Bluefin Tuna : 本部キャンベラ）が設置され、資源管理への取り組みが本格化した。その後韓国、フィリピン、南アフリカ、EUなども加盟国、または協力的非加盟国としてCCSBTに参加を表明した。
しかし割り当てられた漁獲量以上の漁獲が発覚（日本、1996年－2005年までに合計約10万トン超過、これが2006年のみなみまぐろ保存委員会での日本の割り当て漁獲枠半減（3千トン／年）の背景になったとされる。ただし水産庁はこれの懲罰的意味合いは否定し、資源管理への前向きな姿勢だとしている）したり、日本とオーストラリア・ニュージーランドが国際海洋法裁判所で対立したり（みなみまぐろ事件）、非加盟国による漁獲も続いたりと、課題は多い。
また、ミナミマグロを狙った延縄にワタリアホウドリなどのアホウドリ類が掛かって溺死するため、これも問題となっている。
食料として見た場合、ミナミマグロの体内に含まれる微量の水銀に注意する必要がある。
厚生労働省は、ミナミマグロを妊婦が摂食量を注意すべき魚介類の一つとして挙げており、2005年11月2日の発表では、1回に食べる量を約80gとした場合、ミナミマグロの摂食は週に2回まで（１週間当たり160g程度）を目安としている。
釣りの対象魚でもある。ルアー釣りもある。

## 資源の保護
日本では、大西洋まぐろ類保存国際委員会の取り決めに従い、ミナミマグロ等を輸出又は再輸出する際には、漁獲証明書、統計証明書、輸出証明書又は再輸出証明書の添付するなど原産地証明を確実なものとすることが求められる。